# Marta Gęga
Marta Gęga (født 16. April 1986) er en kvindelig polsk håndboldspiller, som spiller for MKS Selgros Lublin og det polske håndboldlandshold.